# Коронавірусна хвороба 2019 на Сен-П'єрі і Мікелоні
Епідемія коронавірусної хвороби 2019 на Сен-П'єрі і Мікелоні — це поширення пандемії коронавірусної хвороби 2019 на територію Сен-П'єра і Мікелона. Перший випадок хвороби у цій заморській території Франції зареєстровано 5 квітня 2020 року. Ще раніше було призупинено поромне сполучення між Ньюфаундлендом і Сен-П'єром і Мікелоном. Повітряне та поромне сполучення між островами Сен-П'єр і Мікелоном обмежено. На початку епідемії очікувалось, що на туристичний сектор вплинуть пандемія коронавірусної хвороби та запроваджені внаслідок цього карантинні заходи. Локдаун на островах був запроваджений з 17 березня 2020 року.

## Хронологія
5 квітня 2020 року підтверджений перший випадок коронавірусної хвороби в заморській території Сен-П'єр і Мікелон.
25 квітня міністр із заморських територій Франції повідомив про поступове припинення локдауну в Сен-П'єрі та Мікелоні, починаючи з понеділка 27 квітня. Відкрито більшість закладів на островах, за винятком барів та ресторанів. У першому тижні травня знову були відкриті школи. Транспортне сполучення між двома островами відновилося 11 травня. Обмеження щодо занять спортом та громадських заходів зберігались, кожні два тижні проводився перегляд обмежень.
4 травня повідомлено, що понад 270 студентів, що навчались у Франції та Канаді, повернуться в Сен-П'єр і Мікелон 12 травня. Після повернення їх помістили в карантин на 14 днів, та провели їм тестування. Студентів із Франції репатріювали двома групами.
У квітні 2021 року обмеження на поїздки до Франції та Канади залишалися в силі. У лютому острови було оголошено вільними від хвороби, та подано запит на включення до канадського атлантичного міхура безпеки, хоча це виявилось безуспішним.
До кінця липня 2022 року було підтверджено 3083 випадки хвороби.